# Hurt (пісня)
«Hurt» — пісня української співачки Джамали, випущена як другий сингл на підтримку альбому співачки «All or Nothing», реліз якого відбувся в 2013 року. Музика написана самою співачкою. Текст написаний Тетяною Скубашевської.

## Опис
Саундпродюсером композиції став фронтмен гурту The Maneken Євген Філатов.
Пісня була записана з повним складом симфонічного оркестру «Дитячого музичного театру на Подолі».

## Учасники запису
- Сусана Джамаладінова — автор музики, вокал, бек-вокал
- Тетяна Скубашевська — автор тексту
- Євген Філатов — продюсер